# Stora Örtjärnen, Västergötland
Stora Örtjärnen är en sjö i Härryda kommun i Västergötland och ingår i Göta älvs huvudavrinningsområde. Sjön är 21,5 meter djup, har en yta på 0,052 kvadratkilometer och befinner sig 122 meter över havet.